# Campeonato Europeu de Patinação Artística no Gelo de 2007
O Campeonato Europeu de Patinação Artística no Gelo de 2007 foi a nonagésima nona edição do Campeonato Europeu de Patinação Artística no Gelo, um evento anual de patinação artística no gelo organizado pela União Internacional de Patinação (em inglês:  International Skating Union) onde os patinadores artísticos competem pelo título de campeão europeu. A competição foi disputada entre os dias 22 de janeiro e 28 de janeiro, na cidade de Varsóvia, Polônia.

## Eventos
- Individual masculino
- Individual feminino
- Duplas
- Dança no gelo

## Medalhistas
| Evento                        | Ouro                                             | Prata                                    | Bronze                                     |
| Individual masculino detalhes | Brian Joubert · França                           | Tomáš Verner · República Tcheca          | Kevin van der Perren · Bélgica             |
| Individual feminino detalhes  | Carolina Kostner · Itália                        | Sarah Meier · Suíça                      | Kiira Korpi · Finlândia                    |
| Duplas detalhes               | Aliona Savchenko · Robin Szolkowy · Alemanha     | Maria Petrova · Alexei Tikhonov · Rússia | Dorota Siudek · Mariusz Siudek · Polônia   |
| Dança no gelo detalhes        | Isabelle Delobel · Olivier Schoenfelder · França | Oksana Domnina · Maxim Shabalin · Rússia | Albena Denkova · Maxim Staviski · Bulgária |

## Resultados

### Individual masculino

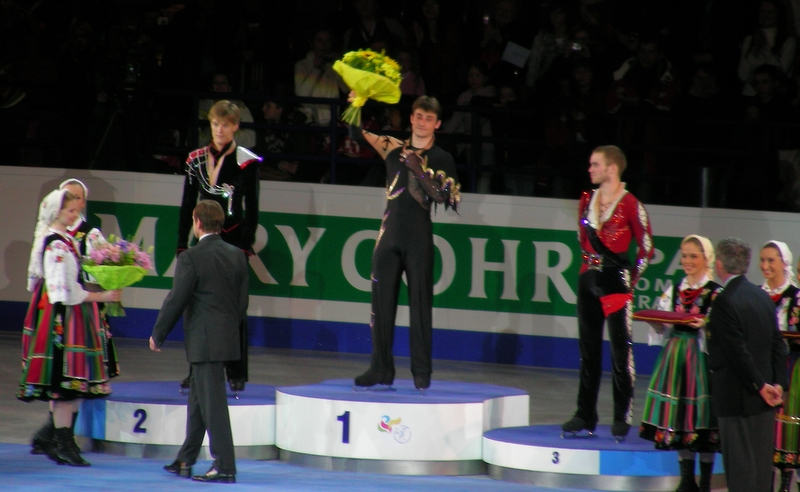
Pódio da competição individual masculina, da esquerda para direita: o tcheco Tomáš Verner (prata); o francês Brian Joubert (ouro); e o belga Kevin van der Perren (bronze).

| Medalha de ouro                                       | Brian Joubert        | França           | 227.12 | 75.18 (2)  | 151.94 (1)  |
| Medalha de prata                                      | Tomáš Verner         | República Tcheca | 212.69 | 76.56 (1)  | 136.13 (3)  |
| Medalha de bronze                                     | Kevin van der Perren | Bélgica          | 204.85 | 67.18 (4)  | 137.67 (2)  |
| 4                                                     | Sergei Davydov       | Bielorrússia     | 204.78 | 70.14 (3)  | 134.64 (4)  |
| 5                                                     | Andrei Lutai         | Rússia           | 200.54 | 66.97 (5)  | 133.57 (6)  |
| 6                                                     | Alban Préaubert      | França           | 199.95 | 66.10 (6)  | 133.85 (5)  |
| 7                                                     | Karel Zelenka        | Itália           | 191.73 | 64.53 (8)  | 127.20 (7)  |
| 8                                                     | Jamal Othman         | Suíça            | 182.14 | 62.82 (11) | 119.32 (10) |
| 9                                                     | Gregor Urbas         | Eslovênia        | 181.07 | 61.70 (12) | 119.37 (9)  |
| 10                                                    | Kristoffer Berntsson | Suécia           | 177.54 | 64.83 (7)  | 112.71 (11) |
| 11                                                    | Stefan Lindemann     | Alemanha         | 176.17 | 54.21 (17) | 121.96 (8)  |
| 12                                                    | Yannick Ponsero      | França           | 172.27 | 63.11 (10) | 109.16 (13) |
| 13                                                    | Anton Kovalevski     | Ucrânia          | 172.01 | 63.67 (9)  | 108.34 (15) |
| 14                                                    | Moris Pfeifhofer     | Suíça            | 163.08 | 57.89 (14) | 105.19 (16) |
| 15                                                    | Philipp Tischendorf  | Alemanha         | 162.94 | 54.48 (16) | 108.46 (14) |
| 16                                                    | Andrei Griazev       | Rússia           | 162.23 | 59.10 (13) | 103.13 (17) |
| 17                                                    | Igor Macypura        | Eslováquia       | 159.61 | 49.57 (20) | 110.04 (12) |
| 18                                                    | Sergei Dobrin        | Rússia           | 153.70 | 56.68 (15) | 97.02 (19)  |
| 19                                                    | Pavel Kaška          | República Tcheca | 145.89 | 47.56 (21) | 98.33 (18)  |
| 20                                                    | Przemysław Domański  | Polônia          | 138.67 | 45.84 (24) | 92.83 (20)  |
| 21                                                    | John Hamer           | Reino Unido      | 136.47 | 51.02 (18) | 85.45 (21)  |
| 22                                                    | Boris Martinec       | Croácia          | 134.00 | 50.67 (19) | 83.33 (22)  |
| 23                                                    | Ari-Pekka Nurmenkari | Finlândia        | 128.08 | 46.67 (22) | 81.41 (23)  |
| 24                                                    | Sergei Kotov         | Israel           | 124.90 | 46.01 (23) | 78.89 (24)  |
| Não avançaram para a patinação livre / programa longo |                      |                  |        |            |             |
| 25                                                    | Alper Uçar           | Turquia          | 42.16  | 42.16 (25) |             |
| 26                                                    | Michael Chrolenko    | Noruega          | 42.13  | 42.13 (26) |             |
| 27                                                    | Manuel Koll          | Áustria          | 42.00  | 42.00 (27) |             |
| 28                                                    | Javier Fernández     | Espanha          | 41.73  | 41.73 (28) |             |
| 29                                                    | Adrian Matei         | Romênia          | 41.38  | 41.38 (29) |             |
| 30                                                    | Naiden Borichev      | Bulgária         | 40.48  | 40.48 (30) |             |
| 31                                                    | Ivan Blagov          | Azerbaijão       | 39.46  | 39.46 (31) |             |
| 32                                                    | Zoltán Kelemen       | Romênia          | 32.70  | 32.70 (32) |             |

### Individual feminino

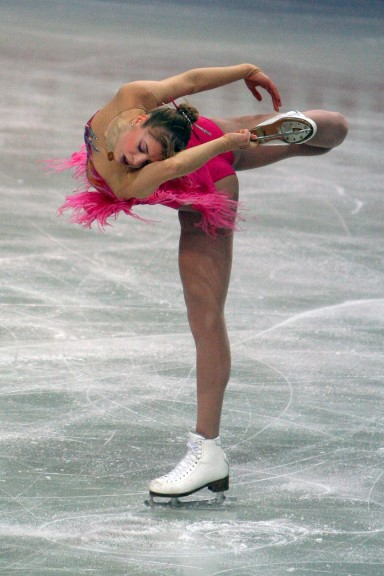
A medalhista de ouro no individual feminino, a italiana Carolina Kostner durante o programa longo.

| Medalha de ouro                                       | Carolina Kostner         | Itália           | 174.79 | 60.46 (2)  | 114.33 (1) |
| Medalha de prata                                      | Sarah Meier              | Suíça            | 171.28 | 60.49 (1)  | 110.79 (2) |
| Medalha de bronze                                     | Kiira Korpi              | Finlândia        | 151.19 | 53.84 (5)  | 97.35 (4)  |
| 4                                                     | Susanna Pöykiö           | Finlândia        | 146.02 | 49.47 (7)  | 96.55 (5)  |
| 5                                                     | Valentina Marchei        | Itália           | 144.28 | 46.43 (12) | 97.85 (3)  |
| 6                                                     | Alisa Drei               | Finlândia        | 141.90 | 48.78 (9)  | 93.12 (6)  |
| 7                                                     | Elena Sokolova           | Rússia           | 139.71 | 48.85 (8)  | 90.86 (7)  |
| 8                                                     | Elene Gedevanishvili     | Geórgia          | 137.32 | 54.62 (3)  | 82.70 (9)  |
| 9                                                     | Júlia Sebestyén          | Hungria          | 136.05 | 53.87 (4)  | 82.18 (10) |
| 10                                                    | Tuğba Karademir          | Turquia          | 131.00 | 46.19 (13) | 84.81 (8)  |
| 11                                                    | Alexandra Ievleva        | Rússia           | 126.99 | 50.28 (6)  | 76.71 (14) |
| 12                                                    | Jelena Glebova           | Estônia          | 126.80 | 47.35 (10) | 79.45 (12) |
| 13                                                    | Tamar Katz               | Israel           | 126.09 | 47.15 (11) | 78.94 (13) |
| 14                                                    | Lina Johansson           | Suécia           | 120.64 | 44.03 (15) | 76.61 (15) |
| 15                                                    | Jenna McCorkell          | Reino Unido      | 120.47 | 40.27 (20) | 80.20 (11) |
| 16                                                    | Idora Hegel              | Croácia          | 119.96 | 44.99 (14) | 74.97 (16) |
| 17                                                    | Anne-Sophie Calvez       | França           | 116.96 | 43.78 (16) | 73.18 (17) |
| 18                                                    | Viktória Pavuk           | Hungria          | 110.98 | 39.45 (21) | 71.53 (18) |
| 19                                                    | Kristin Wieczorek        | Alemanha         | 110.20 | 39.13 (23) | 71.07 (19) |
| 20                                                    | Christiane Berger        | Alemanha         | 109.17 | 43.05 (17) | 66.12 (22) |
| 21                                                    | Roxana Luca              | Romênia          | 108.34 | 39.31 (22) | 69.03 (21) |
| 22                                                    | Anna Jurkiewicz          | Polônia          | 107.31 | 37.44 (24) | 69.87 (20) |
| 23                                                    | Radka Bártová            | Eslováquia       | 105.12 | 40.90 (19) | 64.22 (23) |
| 24                                                    | Irina Movchan            | Ucrânia          | 102.94 | 41.42 (18) | 61.52 (24) |
| Não avançaram para a patinação livre / programa longo |                          |                  |        |            |            |
| 25                                                    | Kathrin Freudelsperger   | Áustria          | 36.84  | 36.84 (25) |            |
| 26                                                    | Karen Venhuizen          | Países Baixos    | 35.72  | 35.72 (26) |            |
| 27                                                    | Sonia Radeva             | Bulgária         | 34.61  | 34.61 (27) |            |
| 28                                                    | Ksenia Doronina          | Rússia           | 34.31  | 34.31 (28) |            |
| 29                                                    | Julia Sheremet           | Bielorrússia     | 33.98  | 33.98 (29) |            |
| 30                                                    | Mérovée Ephrem           | Mônaco           | 31.34  | 31.34 (30) |            |
| 31                                                    | Maria-Elena Papasotiriou | Grécia           | 31.26  | 31.26 (31) |            |
| 32                                                    | Isabelle Pieman          | Bélgica          | 30.19  | 30.19 (32) |            |
| 33                                                    | Ivana Hudziecová         | República Tcheca | 28.46  | 28.46 (33) |            |
| 34                                                    | Melissandre Fuentes      | Andorra          | 28.44  | 28.44 (34) |            |
| 35                                                    | Ksenia Jastsenjski       | Sérvia           | 27.88  | 27.88 (35) |            |
| 36                                                    | Julia Teplih             | Letônia          | 24.70  | 24.70 (36) |            |
| 37                                                    | Rūta Gajauskaitė         | Lituânia         | 24.34  | 24.34 (37) |            |
| 38                                                    | Kristina Shlobina        | Azerbaijão       | 23.97  | 23.97 (38) |            |

### Duplas

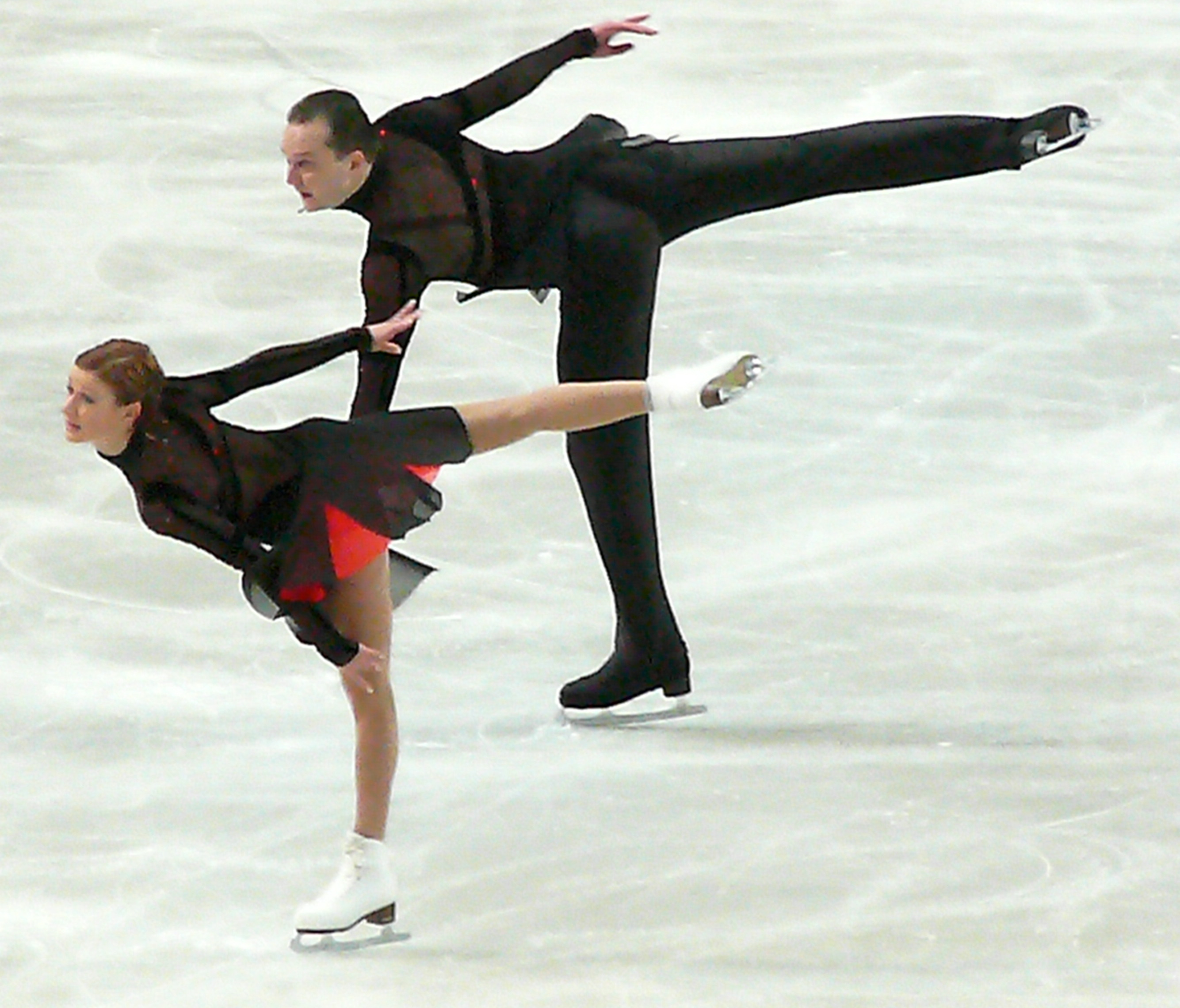
A dupla ucraniana Tatiana Volosozhar e Stanislav Morozov durante o programa curto.

| Pos.              | Nome                                   | Nacionalidade | Pontos | PC         | PL         |
| ----------------- | -------------------------------------- | ------------- | ------ | ---------- | ---------- |
| Medalha de ouro   | Aliona Savchenko / Robin Szolkowy      | Alemanha      | 199.39 | 65.38 (1)  | 69.38 (1)  |
| Medalha de prata  | Maria Petrova / Alexei Tikhonov        | Rússia        | 179.61 | 62.22 (2)  | 58.12 (2)  |
| Medalha de bronze | Dorota Siudek / Mariusz Siudek         | Polônia       | 170.91 | 57.81 (3)  | 58.22 (3)  |
| 4                 | Julia Obertas / Sergei Slavnov         | Rússia        | 156.96 | 57.04 (4)  | 48.05 (5)  |
| 5                 | Tatiana Volosozhar / Stanislav Morozov | Ucrânia       | 155.35 | 53.62 (5)  | 51.72 (4)  |
| 6                 | Elena Efaieva / Alexei Menshikov       | Rússia        | 141.05 | 45.86 (7)  | 50.63 (6)  |
| 7                 | Mari Vartmann / Florian Just           | Alemanha      | 132.76 | 47.19 (6)  | 42.99 (9)  |
| 8                 | Marylin Pla / Yannick Bonheur          | França        | 130.67 | 42.51 (12) | 46.57 (7)  |
| 9                 | Laura Magitteri / Ondřej Hotárek       | Itália        | 130.15 | 43.82 (9)  | 45.57 (8)  |
| 10                | Dominika Piątkowska / Dmitri Khromin   | Polônia       | 122.98 | 45.55 (8)  | 37.37 (11) |
| 11                | Stacey Kemp / David King               | Reino Unido   | 121.06 | 42.11 (13) | 44.59 (10) |
| 12                | Rebecca Handke / Daniel Wende          | Alemanha      | 119.25 | 43.56 (10) | 39.16 (13) |
| 13                | Adeline Canac / Maxima Coia            | França        | 118.90 | 43.07 (11) | 38.30 (12) |
| 14                | Diana Rennik / Aleksei Saks            | Estônia       | 115.54 | 41.17 (14) | 41.08 (14) |
| WD                | Ekaterina Sosinova / Fedor Sokolov     | Azerbaijão    | —      | — (WD)     |            |

### Dança no gelo

A dupla francesa Isabelle Delobel e Olivier Schoenfelder durante a exibição de gala.

| Pos.                             | Nome                                               | Nacionalidade    | Pontos}} | DC         | DO         | DL         |
| -------------------------------- | -------------------------------------------------- | ---------------- | -------- | ---------- | ---------- | ---------- |
| Medalha de ouro                  | Isabelle Delobel / Olivier Schoenfelder            | França           | 199.47   | 39.57 (1)  | 60.71 (1)  | 99.19 (2)  |
| Medalha de prata                 | Oksana Domnina / Maxim Shabalin                    | Rússia           | 199.16   | 38.99 (2)  | 59.78 (2)  | 100.39 (1) |
| Medalha de bronze                | Albena Denkova / Maxim Staviski                    | Bulgária         | 193.73   | 38.56 (3)  | 56.56 (3)  | 98.61 (3)  |
| 4                                | Jana Khokhlova / Sergei Novitski                   | Rússia           | 175.76   | 33.46 (5)  | 52.59 (4)  | 89.71 (4)  |
| 5                                | Sinead Kerr / John Kerr                            | Reino Unido      | 171.90   | 33.44 (6)  | 51.32 (6)  | 87.14 (5)  |
| 6                                | Federica Faiella / Massimo Scali                   | Itália           | 170.26   | 34.53 (4)  | 52.41 (5)  | 83.32 (6)  |
| 7                                | Kristin Fraser / Igor Lukanin                      | Azerbaijão       | 157.63   | 29.69 (8)  | 48.51 (9)  | 79.43 (7)  |
| 8                                | Anna Cappellini / Luca Lanotte                     | Itália           | 155.28   | 28.92 (9)  | 49.78 (8)  | 76.58 (11) |
| 9                                | Pernelle Carron / Mathieu Jost                     | França           | 152.47   | 26.32 (14) | 46.76 (10) | 79.39 (8)  |
| 10                               | Anna Zadorozhniuk / Sergei Verbillo                | Ucrânia          | 149.62   | 27.49 (10) | 44.47 (12) | 77.66 (9)  |
| 11                               | Alexandra Zaretski / Roman Zaretski                | Israel           | 148.05   | 27.31 (12) | 44.86 (11) | 75.88 (12) |
| 12                               | Ekaterina Rubleva / Ivan Shefer                    | Rússia           | 147.81   | 27.48 (11) | 43.04 (13) | 77.29 (10) |
| 13                               | Alla Beknazarova / Vladimir Zuev                   | Ucrânia          | 138.25   | 27.06 (13) | 41.52 (14) | 69.67 (15) |
| 14                               | Anastasia Grebenkina / Vazgen Azrojan              | Armênia          | 136.32   | 25.00 (15) | 40.99 (17) | 70.33 (14) |
| 15                               | Grethe Grünberg / Kristian Rand                    | Estônia          | 134.53   | 21.98 (20) | 41.32 (15) | 71.23 (13) |
| 16                               | Nelli Zhiganshina / Alexander Gazsi                | Alemanha         | 133.20   | 22.91 (16) | 41.09 (16) | 69.20 (16) |
| 17                               | Kamila Hájková / David Vincour                     | República Tcheca | 127.15   | 22.26 (19) | 38.85 (19) | 66.04 (17) |
| 18                               | Katherine Copely / Deividas Stagniūnas             | Lituânia         | 124.53   | 21.14 (21) | 37.77 (20) | 65.62 (18) |
| 19                               | Barbora Silná / Dmitri Matsjuk                     | Áustria          | 123.56   | 22.80 (17) | 40.84 (18) | 59.92 (23) |
| 20                               | Zsuzsanna Nagy / György Elek                       | Hungria          | 120.23   | 21.04 (23) | 36.01 (21) | 63.18 (20) |
| 21                               | Joanna Budner / Jan Mościcki                       | Polônia          | 119.20   | 21.14 (22) | 35.79 (22) | 62.27 (21) |
| 22                               | Nora von Bergen / David DeFazio                    | Suíça            | 118.81   | 20.47 (24) | 34.99 (23) | 63.35 (19) |
| 23                               | Phillipa Towler-Green / Phillip Poole              | Reino Unido      | 116.06   | 22.31 (18) | 32.74 (24) | 61.01 (22) |
| WD                               | Nóra Hoffmann / Attila Elek                        | Hungria          | 81.47    | 30.64 (7)  | 50.83 (7)  | — (WD)     |
| Não avançaram para a dança livre |                                                    |                  |          |            |            |            |
| 25                               | Nicolette Amie House / Aidas Reklys                | Lituânia         | 49.63    | 18.64 (25) | 30.99 (25) |            |
| 26                               | Christa-Elizabeth Goulakos / Eric Neumann-Aubichon | Grécia           | 44.73    | 14.78 (26) | 29.95 (26) |            |
| 27                               | Evgenia Melnik / Oleg Krupen                       | Bielorrússia     | 39.54    | 11.87 (27) | 27.67 (27) |            |

## Quadro de medalhas
| Ordem | País             | Medalha de ouro | Medalha de prata | Medalha de bronze |    | Ordem por total |
| ----- | ---------------- | --------------- | ---------------- | ----------------- | -- | --------------- |
| 1     | França           | 2               |                  |                   | 2  | 1               |
| 2     | Alemanha         | 1               |                  |                   | 1  | 3               |
| 2     | Itália           | 1               |                  |                   | 1  | 3               |
| 4     | Rússia           |                 | 2                |                   | 2  | 1               |
| 5     | República Tcheca |                 | 1                |                   | 1  | 3               |
| 6     | Suíça            |                 | 1                |                   | 1  | 3               |
| 7     | Bélgica          |                 |                  | 1                 | 1  | 3               |
| 7     | Bulgária         |                 |                  | 1                 | 1  | 3               |
| 7     | Finlândia        |                 |                  | 1                 | 1  | 3               |
| 7     | Polônia          |                 |                  | 1                 | 1  | 3               |
| TOTAL | TOTAL            | 4               | 4                | 4                 | 12 | —               |